# Joseph Choong
Joseph Tzen Zhun Choong, noto come Joe Choong (Orpington, 23 maggio 1995), è un pentatleta britannico, vincitore della medaglia d'oro ai Giochi olimpici di Tokyo 2020 nella gara individuale.

## Biografia
Suo fratello minore Henry Choong ha gareggiato per la Gran Bretagna nel pentathlon moderno ai Giochi olimpici giovanili di Nanchino 2014. Ai Giochi olimpici estivi di Rio de Janeiro 2016 si è piazzato al decimo posto nella gara maschile, mentre ai successivi Giochi di Tokyo 2020 ha conquistato la medaglia d'oro.

## Palmarès
- Giochi olimpici

Tokyo 2020: oro nell'individuale
- Mondiali

Città del Messico 2018: argento a squadre;
Budapest 2019: argento nell'individuale; bronzo a squadre;
Alessandria d'Egitto 2022: oro nell'individuale; argento nella staffetta mista;
- Giochi europei

Cracovia e Piccola Polonia 2023: oro a squadre; argento nell'individuale;
- Europei

Székesfehérvár 2018: bronzo nell'individuale;
Bath 2019: oro a squadre;